# Distrito de Coporaque (Espinar)
El distrito de Coporaque es uno de los ocho que conforman la provincia de Espinar, ubicada en el departamento de Cuzco en el Sur del Perú.
Limita por el Norte con las provincias de Chumbivilcas y Canas, por el Sur con el distrito de Suyckutambo, por el Oeste con la provincia de Caylloma; y por el Este, con los distritos de Yauri y Pichigua.

## Historia
Durante los siglos XVIII y XIX Coporaque cobijó el poder político y un importante intercambio comercial de la Zona SurOriente del Cusco. Se cuenta el cacique de la zona, Eugenio Zinanyuca, miró con desdén la revuelta de Túpac Amaru. Manteniendo así su fidelidad a la Corona española.
En la Época Republicana Coporaque fue capital de la provincia de Kana, por Ley del 13 de agosto de 1834; antes de la Independencia y hasta 1833 a esta nación Kana se le denomina Provincia de Tinta. En 1833 se fraccionó la provincia de Tinta en dos provincias: Kanas y Canchis. En 1863 Coporaque deja de ser la capital de la Provincia de Kanas por encontrarse muy lejos y se designa al pueblo de Yanaoca como nueva capital.
En 1917 pasa a ser distrito de la provincia de Espinar. En la actualidad Coporaque es considerado uno de los distritos más pobres del país. Cuenta con 26 comunidades campesinas y 4 centros poblados.

## Capital
La capital del distrito es el poblado de Coporaque. La temporada más propicia para la visita de turismo es de abril a octubre. En la época de febrero la fiesta más importante que se realiza son los carnavales.[cita requerida]

## Hitos urbanos
Entre sus principales atractivos figuran:
- La iglesia de San Juan Bautista, ubicada en la Capital del Distrito.
- El puente de K´ero (K´ero Puente) donde se desarrolla la fiesta costumbrista del Chakasabado.
- El complejo arqueológico de Maukallacta ([Mawk´Allaqta]), ubicado a 36 kilómetros de la ciudad de Yauri, capital de la provincia de Espinar.
- El templo colonial de Apachaco.
- El Apu Kinsachata, a cuyas faldas se ubica la capital del distrito.

## Autoridades

### Municipales
- 2023 - 2026[1]
  - Alcalde: Francisco Huillca Conza, de Partido Somos Perú.
  - Regidores:

  1. Hernán Ccasa Huayhua (Partido Somos Perú)
  2. Balvina Puma Pauccara (Partido Somos Perú)
  3. Vitaliano Florez Hancco (Partido Somos Perú)
  4. Santusa Arotaipe Ccacya (Partido Somos Perú)
  5. Tomasa Espirilla Mollohuanca (Partido Frente de la Esperanza)

## Festividades
- Carnaval Chaka
- Santísima Cruz.
- Santa Rosa.